# Хребтиев
Хребтиев (укр. Хребтіїв) — село, расположенное в Каменец-Подольском районе Хмельницкой области на реке Днестр. До административной реформы 19 июля 2020 года село относилось к Новоушицкому району. Основано приблизительно в 1730 году. Численность населения составляет 406 человек.
Является заповедником и историческим памятником.